# Stabenberg
Der Stabenberg, im Schrifttum auch Staweberg, Steffen- oder Steffelsberg, in der örtlichen Mundart Staweberg oder Stäweberg genannt, ist ein 496 m hoher Berg in der Haardt, dem Ostrand des Pfälzerwalds (Rheinland-Pfalz). Auf dem Gipfel steht ein gedrungenes, nur etwa 5 m hohes Aussichtsbauwerk aus Buckelquadern, die Stabenbergwarte.

## Geographie

### Lage
Der Stabenberg erhebt sich im Mittelteil des Gebirgszugs der Haardt größtenteils auf dem Gebiet der kreisfreien Stadt Neustadt an der Weinstraße bei deren Ortsteil Königsbach. Teile des Nord- und Westhangs gehören zur Waldgemarkung der Stadt Deidesheim. Der Gipfel liegt etwa 2 km nordwestlich von Königsbach auf dessen Waldgemarkung, 2,4 km nordnordwestlich des Ortsteils Gimmeldingen, 4 km westsüdwestlich von Deidesheim und 3,5 km nordöstlich der Gemeinde Lindenberg.
Zum Stabenbergmassiv gehören der Südostläufer Erlenberg (349,1 m) sowie der Ostläufer Kirchberg, der keinen eigenen Gipfel aufweist und sich von etwa 365 auf gut 200 m Höhe absenkt. Die alte Waldweide Knoppenweth leitet als bis 449,4 m hoher Bergsattel zum Nordostläufer Mittelberg (479,9 m) über.
Drei markante Kerbtäler setzen das Massiv von den umgebenden Erhebungen ab, das Klausental im Nordosten, das von Königsbach aufwärts führt, das Gimmeldinger Tal im Südwesten und das Benjental, das sich „hinter“ dem Stabenberg nach Norden zieht.

### Gewässer
Südwestlich bis südlich vorbei am Berg fließt der Mußbach, ein knapp 12 km langer linker Zufluss des Rehbachs, nördlich der Weinbach (knapp 8 km), ein linker Zufluss der Marlach. Auf der Ostflanke entspringt die Zeiselbachquelle, deren Wasser über den Zeiselbach (2,7 km) und den Riedgraben (16,3 km) von rechts die Marlach erreicht.

### Wasserscheide
Der Stabenberg ist östlichster Mittelgebirgspunkt der lokalen Wasserscheide zwischen den Einzugsgebieten des Speyerbachs im Süden und der Isenach im Norden. Die Wasserscheide verläuft vom Stabenberg aus im Wesentlichen nach Nordwesten über Eckkopf (516 m), Steinkopf (528 m), Hinterer Stoppelkopf (566 m), Drachenfels (571 m) und Engelskopf (441 m).

### Naturräumliche Zuordnung
Der Stabenberg gehört zum Naturraum Pfälzerwald, der in der Systematik des von Emil Meynen und Josef Schmithüsen herausgegebenen Handbuchs der naturräumlichen Gliederung Deutschlands und seinen Nachfolgepublikationen als Großregion 3. Ordnung klassifiziert wird. Betrachtet man die Binnengliederung des Naturraums, so gehört der Stabenberg zum Mittleren Pfälzerwald und hier zum Gebirgszug der Haardt, welche den Pfälzerwald zur Oberrheinischen Tiefebene hin abgrenzt.
Zusammenfassend folgt die naturräumliche Zuordnung des Stabenbergs damit folgender Systematik:
- Großregion 1. Ordnung: Schichtstufenland beiderseits des Oberrheingrabens
- Großregion 2. Ordnung: Pfälzisch-Saarländisches Schichtstufenland
- Großregion 3. Ordnung: Pfälzerwald
- Region 4. Ordnung (Haupteinheit): Mittlerer Pfälzerwald
- Region 5. Ordnung: Haardt

## Geschichte
Nachdem in den 1790er Jahren französische Truppen mit den Gebieten links des Rheins auch die heutige Pfalz erobert hatten, nutzten die Besatzer den Stabenberg zur optischen Nachrichtenübermittlung mit einem „Dillegraph“, wie die von Claude Chappe entwickelte Technik der optischen Telegrafie in der Pfälzer Mundart genannt wurde.

## Verkehr
Nordwestlich am Stabenberg vorbei führt von Wachenheim im Nordosten über den Kurpfalz-Park nach Lindenberg im Südwesten die Kreisstraße 16. Von dieser zweigt am Südostrand des Kurpfalz-Parks die ehemalige Kreisstraße 15 ab, die durch das Silber- und das Gimmeldinger Tal nach Südosten verläuft; an der Grenze des Landkreises Bad Dürkheim zur Stadt Neustadt wird sie zur ehemaligen K 13. In Gimmeldingen trennt sich nach links die K 21 ab, die – im Wesentlichen nach Nordost gerichtet – unterhalb von Königsbach die Landesstraße 516 erreicht. Letztere verläuft östlich des Stabenbergs in der Rheinebene durch Deidesheim und Forst an der Weinstraße nach Wachenheim. Somit kann der Berg umfahren werden.

## Wandern

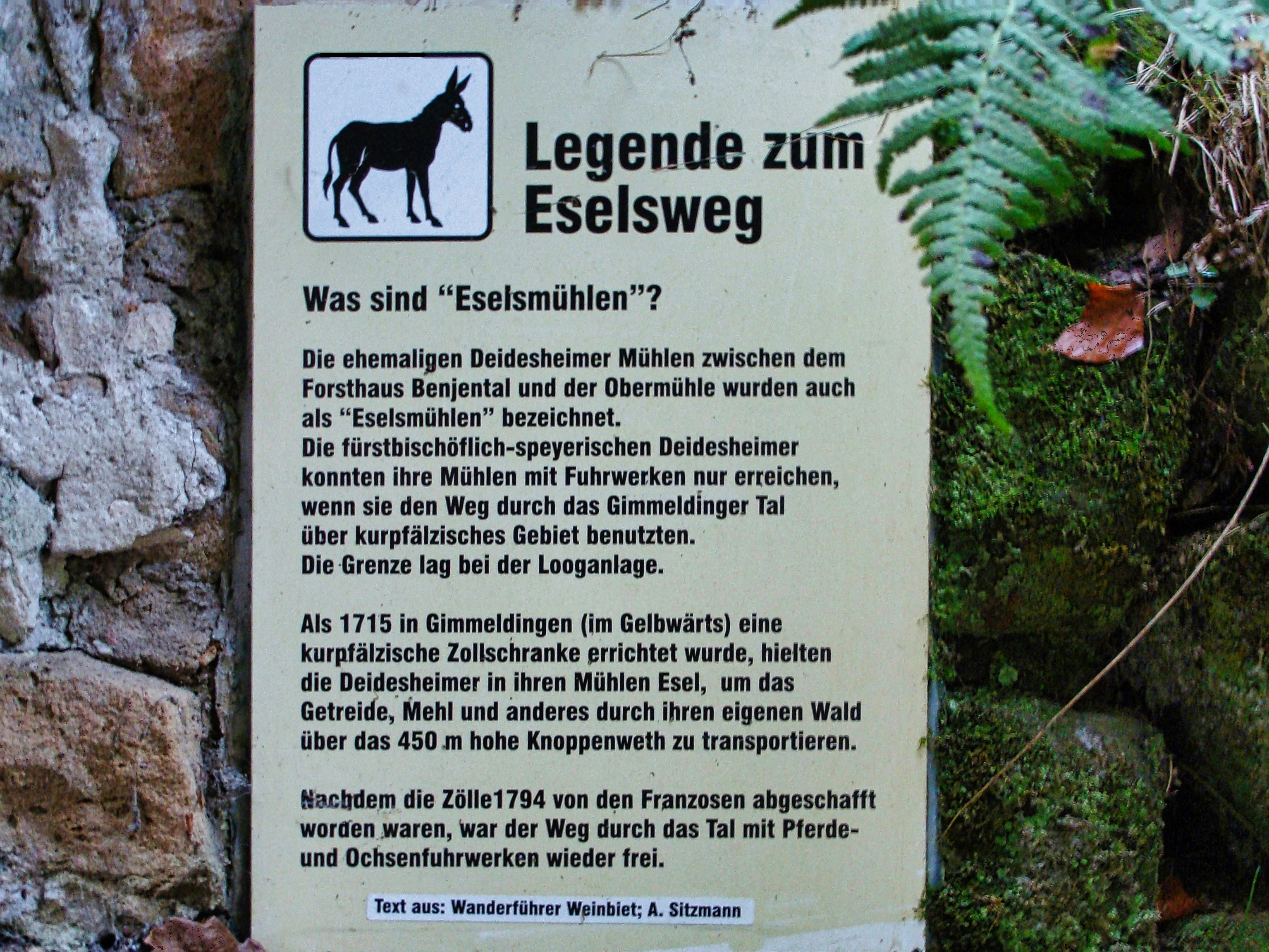
Eselsweg

Der Gipfel des Stabenbergs ist verkehrstechnisch nicht erschlossen und nur auf markierten Wanderwegen (Wegzeichen: Roter Punkt) erreichbar.
Am Süd- und Osthang entlang führt der Prädikatswanderweg Pfälzer Weinsteig. Am Nordwesthang entlang verläuft ein Wanderweg, der mit einem weiß-blauen Balken markiert ist und von Battenberg bis nach Wörth am Rhein führt. Ebenfalls über den Stabenberg führt der Eselsweg. Er erinnert an einen Handelsweg, auf dem im 18. Jahrhundert eine Zollgrenze umgangen wurde, welche die Kurfürsten von der Pfalz im Gimmeldinger Tal errichtet hatten.

## Sehenswürdigkeiten
Am Aufstieg zum Gipfel stehen auf der Waldgemarkung von Königsbach an vier Stellen historische Grenzsteine, die hier auch Loogfelsen genannt werden und als Kulturdenkmäler erfasst sind. Es handelt sich um zwei unregelmäßig geformte Felsen, eine Steinstele und zwei Steinplatten. Sie sind – teils mehrfach – in den Jahren 1694, 1752, 1776 und 1826 bezeichnet.
Ausschließlich Fußwege führen zu drei Loogfelsen, die einst zur Abgrenzung der Waldgemarkungen von Deidesheim, Gimmeldingen und Königsbach mit Einritzungen versehen wurden und die ebenfalls als Kulturdenkmäler eingestuft sind. Sämtlich auf Deidesheimer Gemarkung gruppieren sie sich halbkreisförmig um den Gipfel, von dem sie jeweils einige hundert Meter entfernt sind: der Kaffenstein am Südhang des Stabenbergs oberhalb des Gimmeldinger Tals, der Schwehrstein am Südwesthang und der Spielstein am Nordhang.
Am Nordwesthang über dem Benjental steht in 347 m Höhe auf Deidesheimer Gemarkung der Hohle Fels, eine zimmergroße Felsenhöhle. Früher diente sie zum zeitweiligen Aufenthalt von Menschen, heute ist sie als Unterstand bei Regen oder Gewitter geeignet. Der nach Westen zeigende ummauerte Eingang ist mit einer Infotafel versehen. Vom Benjental aus wird der Hohle Fels nach etwa 600 m über einen Wanderweg erreicht, der auf halber Strecke in einen Fußpfad übergeht.
Das weithin sichtbare Wendekreuz am Hang des Kirchbergs wurde von der Gemeinde Königsbach um das Jahr 1900 als Sühnekreuz errichtet. Zur Hundertjahrfeier wurde die Umgebung im November 1999 durch die Löschgruppe Königsbach der Freiwilligen Feuerwehr Neustadt vom Baumbewuchs befreit.

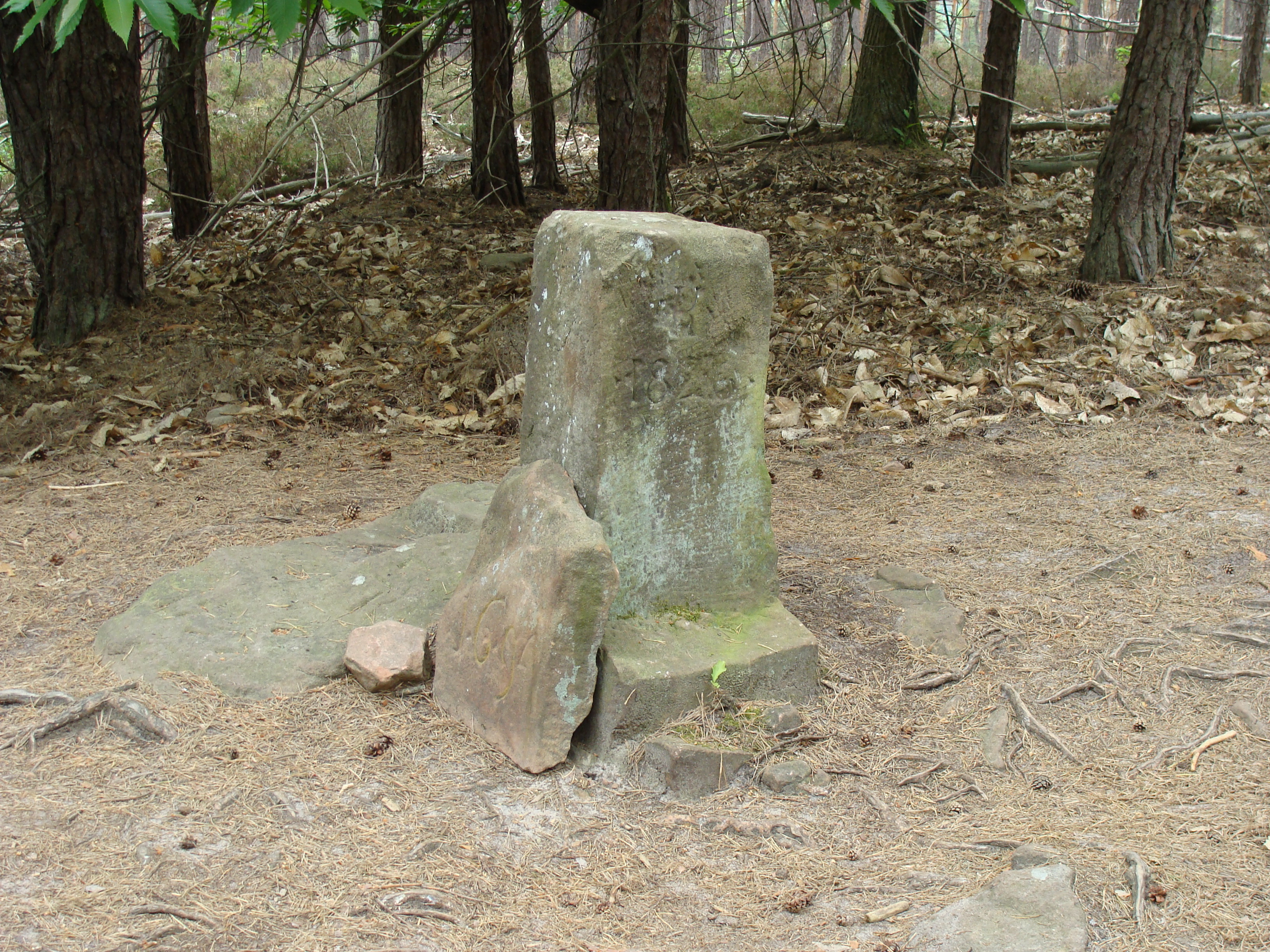
Einer der Grenzsteine
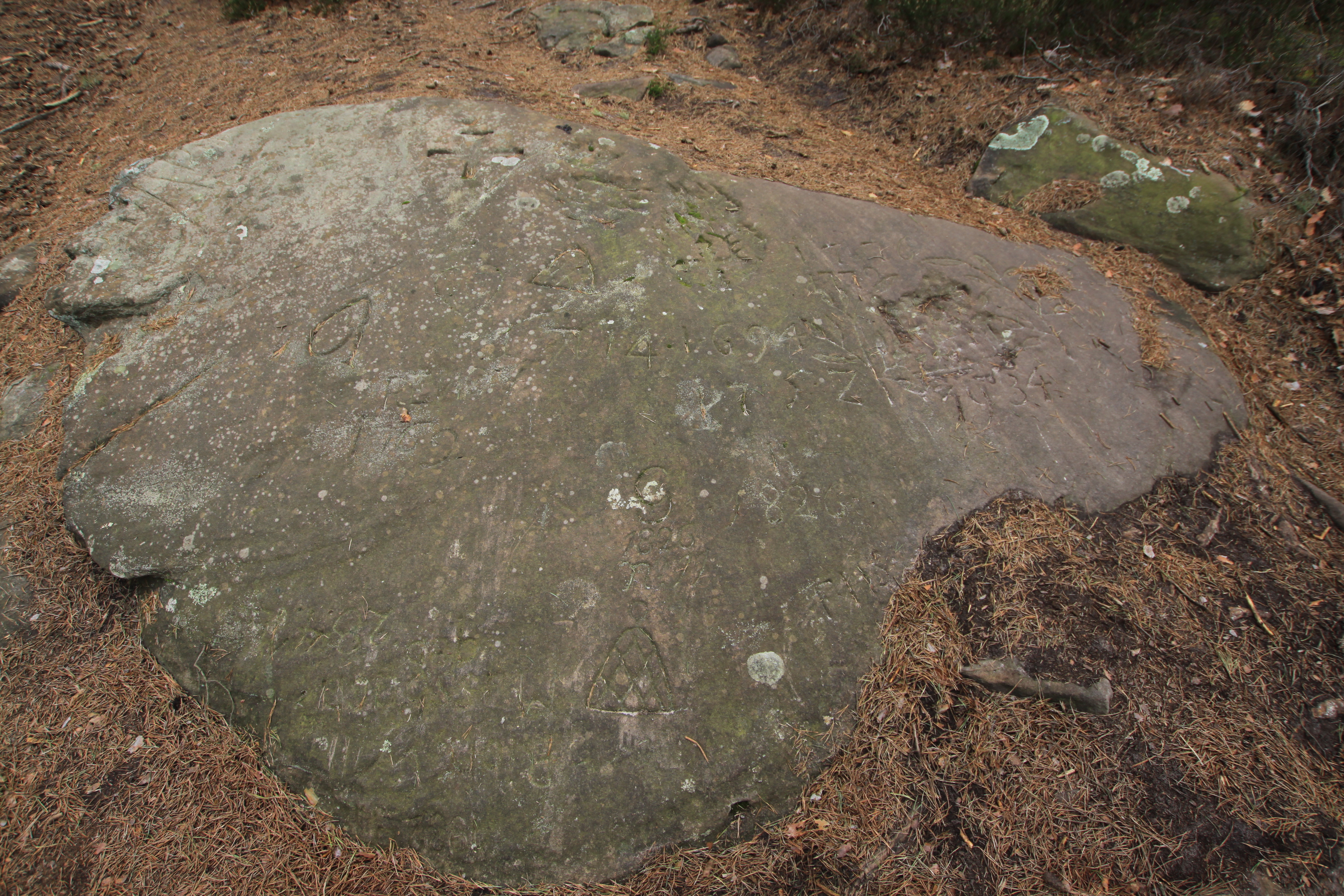
Kaffenstein
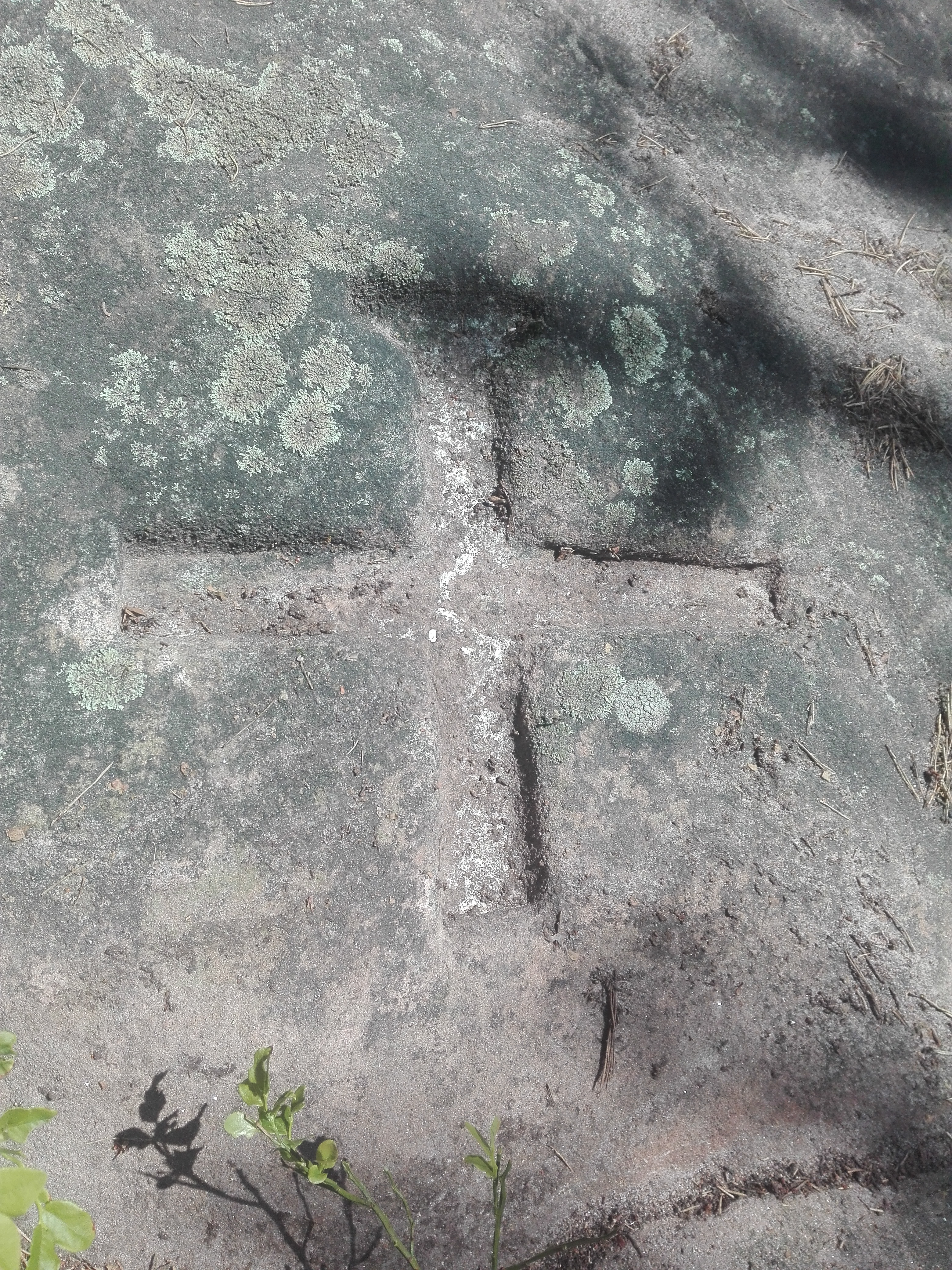
Schwehrstein
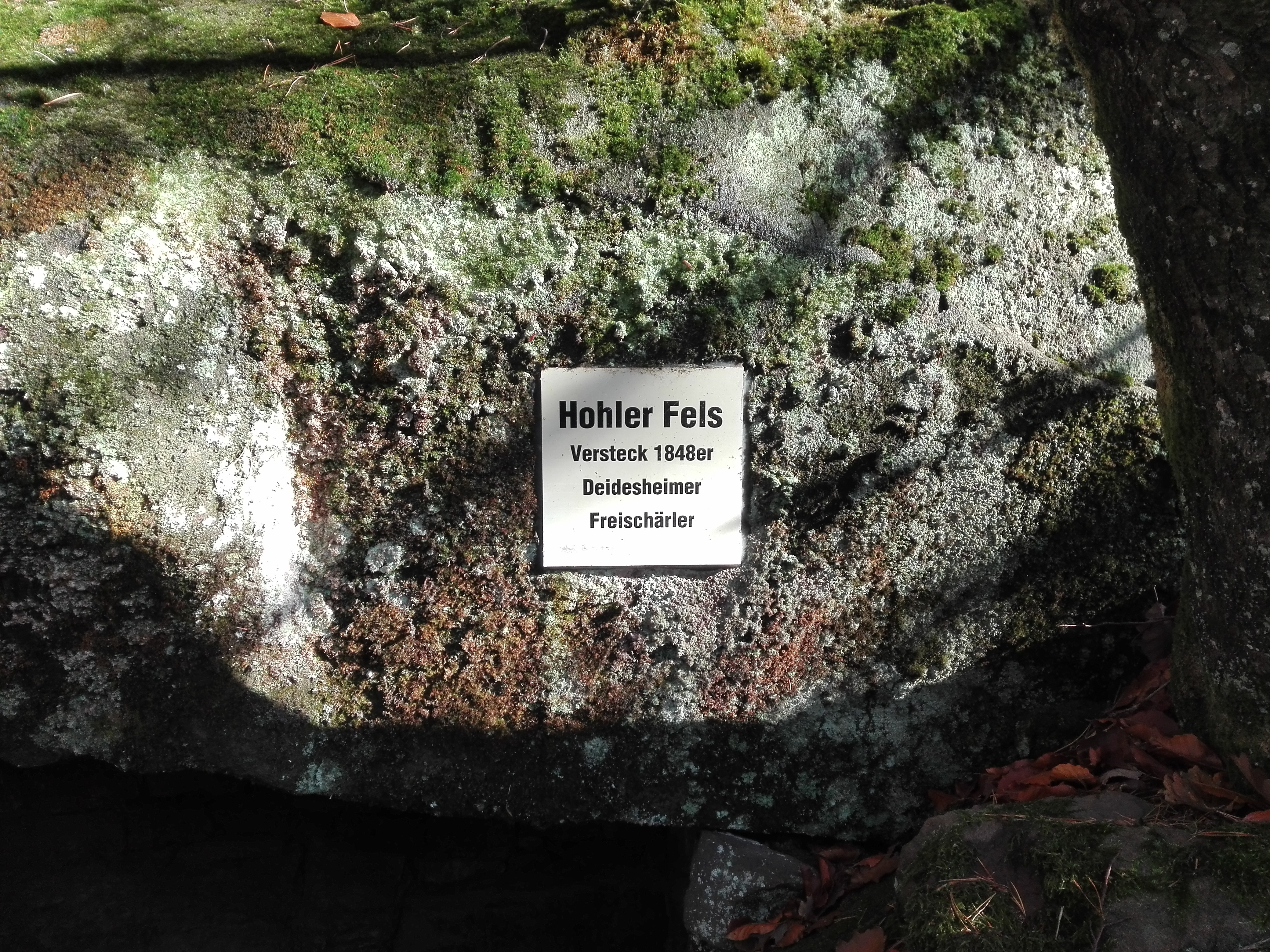
Hohler Fels

## Natur
Der Stabenberg erhebt sich mitten im Biosphärenreservat Pfälzerwald-Vosges du Nord sowie im Naturpark Pfälzerwald. Innerhalb des letzteren bilden große Teile des Stabenbergs einschließlich des Erlenbergs eine 227 Hektar große Kernzone, deren West- und Nordgrenze mit der Gemarkungsgrenze von Neustadt an der Weinstraße identisch ist.
Auf dem Stabenberg liegen außerdem Teile des Vogelschutzgebiets Haardtrand (VSG-Nr. 6514-401; 147,28 km²). An seinem Osthang kurz vor Beginn des Siedlungsgebiets von Königsbach erstrecken sich das Naturschutzgebiet Haardtrand - Am Klausental und an seinem Südosthang in unmittelbarer Nähe des Gimmeldinger Siedlungsgebiets das Naturschutzgebiet Haardtrand - Berggewanne.